# Dòng thời gian của lịch sử LGBT

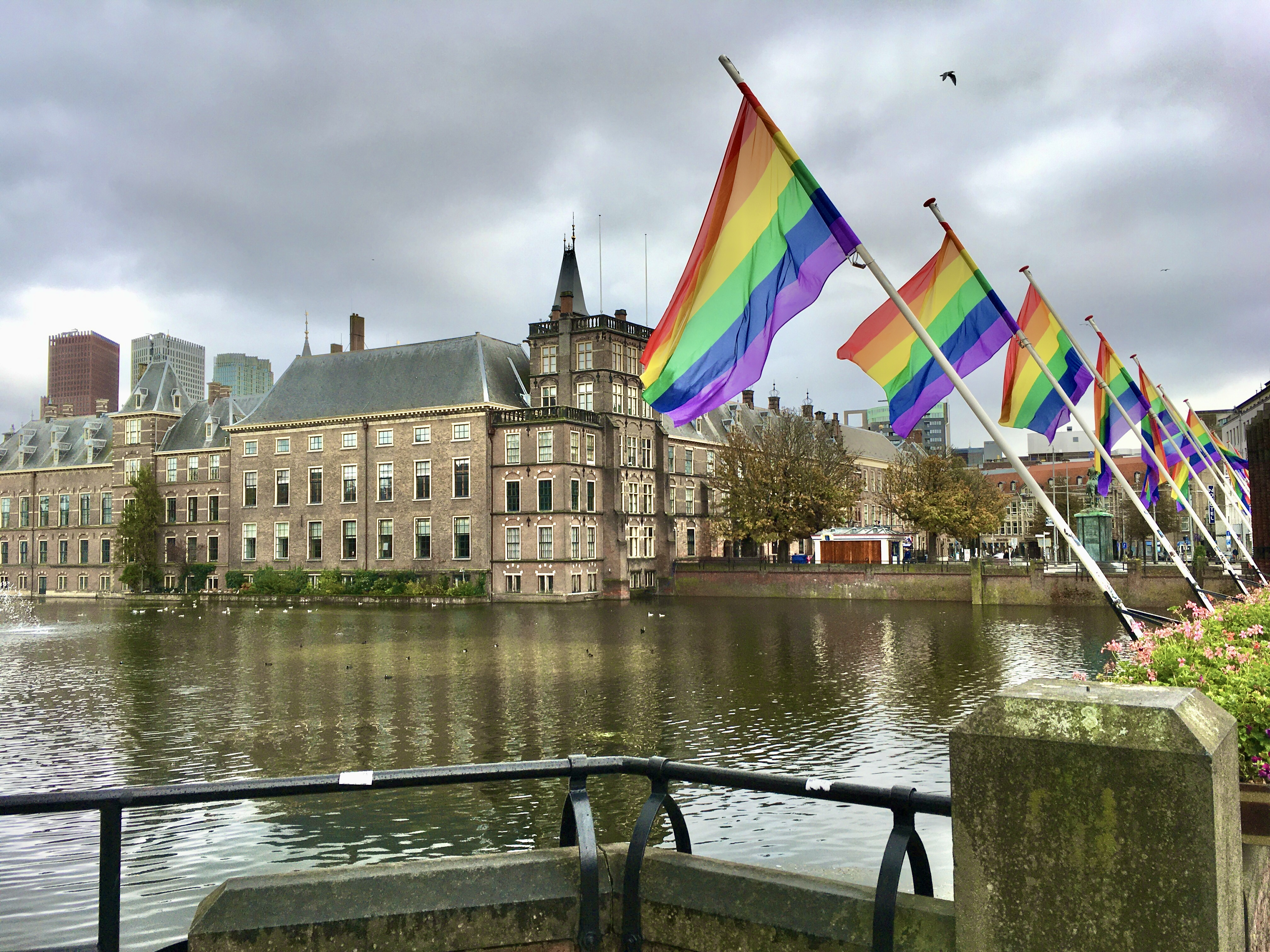
Các lá cờ cầu vồng ở Hà Lan nơi Nữ hoàng Beatrix kí sắc lệnh giúp nơi này trở thành quốc gia đầu tiên hợp pháp hóa hôn nhân đồng giới.

Đây là dòng thời gian của lịch sử người đồng tính, song tính và chuyển giới (LGBT).

## Trước Công Nguyên

### Thiên niên kỉ 9 TCN – thiên niên kỉ 3 TCN

#### Thế kỉ 100 TCN – thế kỉ 50 TCN
- Khoảng 9660 TCN đến 5000 TCN: Tác phẩm trên đá ở Sicilia miêu tả những hình tượng dương vật theo từng đôi được giải thích theo nhiều cách khác nhau trong đó bao gồm giải thích về quan hệ tình dục đồng tính.[2][3]

### Thiên niên kỉ 3 TCN

#### Thế kỉ 24 TCN
- Khoảng 2400 TCN: Lăng mộ của hai người Ai Cập Khnumhotep và Niankhkhnum được xây dựng vào Triều đại thứ năm của Ai Cập. Hai người này đôi khi được xem là một cặp đôi đồng tính[4] và nếu đúng là như vậy thì họ là cặp đôi đồng tính đầu tiên được ghi tên.[5]

#### Thế kỉ 70 TCN – thế kỉ 17 TCN
- Khoảng 7000 TCN đến 1700 TCN: Trong số các mô tả tình dục trong các bức vẽ và tượng nhỏ thời đồ đá mới và đồ đồng từ khu vực Địa Trung Hải, như một tác giả mô tả, có hình người "giới tính thứ ba" có vú và bộ phận sinh dục nam hoặc không phân biệt đặc điểm giới tính. Ở Ý thời kỳ đồ đá mới, hình ảnh phụ nữ được tìm thấy trong bối cảnh gia đình, trong khi những hình ảnh kết hợp các đặc điểm tình dục xuất hiện trong các khu chôn cất hoặc bối cảnh tôn giáo. Ở Hy Lạp thời kỳ đồ đá mới và Síp, các nhân vật thường có hai giới tính hoặc không xác định được đặc điểm giới tính.[6]

### Thiên niên kỉ 1 TCN

#### Thế kỷ 1 trước Công Nguyên
- 80 BC – Julius Caesar được cho là có một mối tình với vua Nicomedes IV của Bithynia.[7]